# Arno Fischer
Pour l’article homonyme, voir Fischer.
Arno Fischer, né à Berlin-Wedding le 14 avril 1927 et mort à Neustrelitz le 13 septembre 2011 , est un photographe allemand, également professeur d'université.

## Biographie
De 1947 à 1953, Arno Fischer étudie la sculpture à Berlin. En 1953, il s'installe à Berlin-Est. À partir de 1954, il travaille comme technicien de laboratoire photo puis, en 1971, il obtient le poste d'assistant principal avec une mission d'enseignement pour la photographie chez le professeur Klaus Wittkugel à l'École supérieure d'art de Berlin-Weißensee (de).
Fischer travaille comme photographe et journaliste pour des magazines tels que Sibylle. Son œuvre est principalement axée sur la mode et la photographie de voyage. Son intérêt particulier est la description de l'état de la société et les relations entre les individus.
De 1972 à 1974, il est professeur invité à l'École des arts visuels (HGB) à Leipzig. De 1990 à 2000, il reçoit la charge de professeur de journalisme à l'Université des Sciences appliquées de Dortmund.
Il est choisi parmi d'autres pour illustrer par des photographies les piliers du Marx-Engels-Forum à Berlin-Mitte.
En est cofondateur de l'école privée de photographie Fotografie am Schiffbauerdamm (FAS) et y enseigne jusqu'en 2006. Puis, il enseigne à l'Ostkreuzschule für Fotografie à Berlin.
Depuis 1985, il est marié avec la photographe Sibylle Bergemann. Arno Fischer a vécu et travaillé à Gransee, près de Berlin

## Prix et récompenses
- 2000 : Prix Erich-Salomon